# Consiglio degli Stati del Sudan del Sud
Il Consiglio degli Stati del Sudan del Sud è la camera alta della Legislatura nazionale di transizione del Sudan del Sud.